# Райфайзенбанк (България)
Райфайзенбанк (България) ЕАД е банка със седалище в София, България, функционирала от 1994 година до поглъщането ѝ от ОББ през 2022 година.
Активите на банката към 30 юни 2020 г. възлизат на 9,37 млрд. лева при собствен капитал от 927 млн. лева. Тя е основана през 1994 година като Райфайзенбанк България и е първата банка с изцяло чуждестранна собственост след края на комунистическия режим в страната – тя е 100% собственост на австрийската „Райфайзен Банк Интернешънъл“. „Райфайзенбанк“ е универсална банка, която предлага банкови продукти и услуги, насочени към корпоративни клиенти, малки и средни предприятия, граждани и институционални клиенти.
В ЦИЕ, РБИ управлява мрежа от дъщерни банки, лизингови компании и многобройни доставчици на специализирани финансови услуги на 17 пазара. Общо около 60 000 служители на РБИ обслужват близо 13,5 милиона клиенти чрез около 3000 офиса, като мнозинството от тях са в Централна и Източна Европа. РБИ е собственост на Райфайзен Централбанк Австрия АГ (РЦБ), която индиректно притежава около 78,5% от капитала на банката. Останалата част се търгува свободно на Виенската фондова борса.
На 07.07.2022 г. белгийската финансова група КВС придобива Райфайзенбанк и дъщерните ѝ дружества в България.
От 08.07.2022 г. името на банката е променено на KBC Банк България.

## Дружества
- Райфайзен Сървисис ЕАД
- Райфайзен Лизинг България ООД
- Райфайзен Асет Мениджмънт (България) ЕАД
- Райфайзен Застрахователен брокер ЕООД
- Райфайзен Факторинг ЕООД

## Награди
- „Банка на годината за 2011“ – приз в категория „Ефективност“ и „Таен клиент“ (Асоциация Банка на годината)[4]
- Награда в категорията „Най-добра кампания“ за дарителската кампания „Избери, за да помогнеш“ на Райфайзенбанк (Фондация Работилница за граждански инициативи)[5]
- 2-ро място в конкурса „PR Приз 2012“ в категорията „Обществено значима PR кампания на организация от бизнес сектора“ за дарителската кампания „Избери, за да помогнеш“[6]
- Първа награда в категорията „Инвеститор в обществото“ за 2011 г., Годишни награди за отговорен бизнес (Български форум на бизнес лидерите)[7]
- Награда „Най-щедър дарител“ за 2010 г. (Български дарителски форум)[8]
- Награда „Инвеститор в обществото“ за 2010 г. (Български форум на бизнес лидерите)[9]
- Награда ENGAGE за ангажиране на служителите в социалната политика на Райфайзенбанк за 2010 г. (Международен форум на бизнес лидерите)[10]
- Награда „Стимулиране на дарителството“ за 2010 г. (Фондация „Човешките ресурси в България и евроинтеграцията, в рамките на наградите „Мениджър Социални услуги“)[11]
- „Банка на годината“ за 2002, 2003 и 2007 г., както и на наградата „Банка на клиента“ за 2004 г. на в-к Пари[12]
- ”Банка на годината” за 2005, 2006, 2008 г. на сп. The Banker[13]
- „Най-добра банка“ в България за 2005 г., 2008 г. на сп. Global Finance[14]
- „Най-добра чуждестранна банка в България“ на Euromoney, 1996, 1997, 1999 и 2000
- „Най-добра международна банка“ на Central European, 1997, 1998 и 1999, „Българска банка на десетилетието“ на Central European, 1999 и др.
- Награда EUR Straight-Through Processing (STP) Excellence Award за осем поредни години в периода 2004 – 2011 г. (Дойче Банк)[15]

## Корпоративна социална отговорност
През годините банката е подкрепила множество социалнозначими проекти, образователни програми, културни прояви, които се организират или предлагат от организации, сдружения, граждански обединения, дружества, институции.
Дарителската кампания на Райфайзенбанк „ИЗБЕРИ, ЗА ДА ПОМОГНЕШ“ стартирала 2010 г., продължава до 2012 г. Тя е част от политиката на Райфайзенбанк (България) за корпоративна социална отговорност. Кампанията има за цел да подпомогне благотворителни инициативи в четири основни категории: здравни, екологични, социални проекти и проекти в сферата на образованието и културата.